# Geschichte der Muslime in Hannover

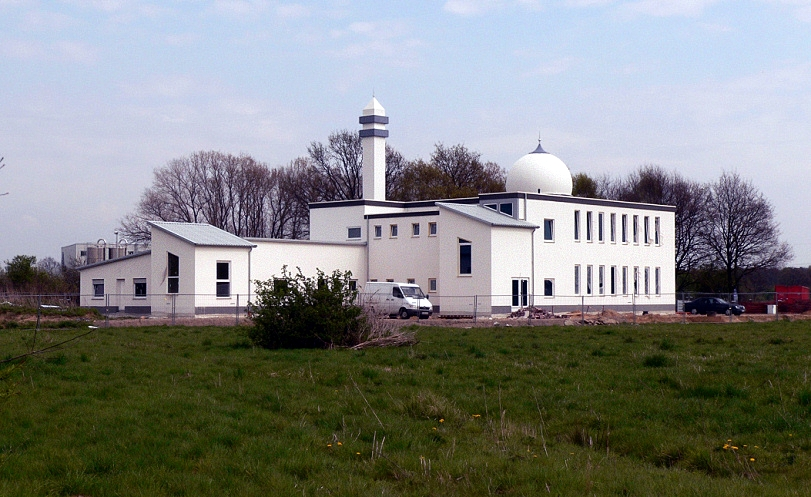
Die 2008 im Siedlungsgebiet Schwarze Heide in Hannover im Stadtteil Stöcken errichtete Sami-Moschee

Die Geschichte der Muslime in Hannover geht bis in das 17. Jahrhundert zurück. Im Jahr 2009 lebten in Hannover rund 45.000 Menschen muslimischen Glaubens, im August 2011 rund 90.000 in der Region Hannover.

## Geschichte

### Frühe Neuzeit

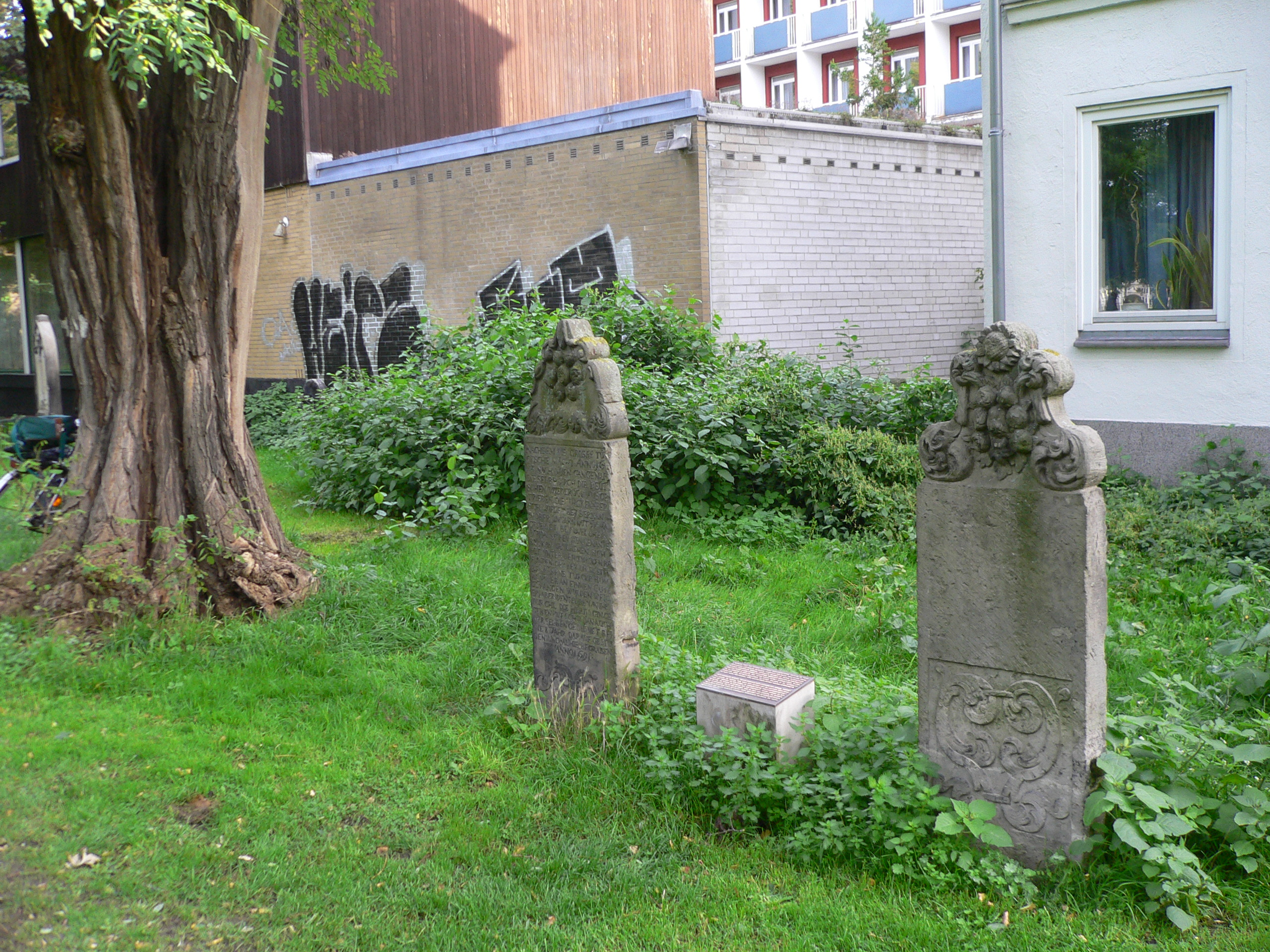
Die im 17. Jahrhundert nach muslimischen Bestattungsritus errichteten sogenannten Türkengräber von Hammet und Hasan auf dem Neustädter Friedhof

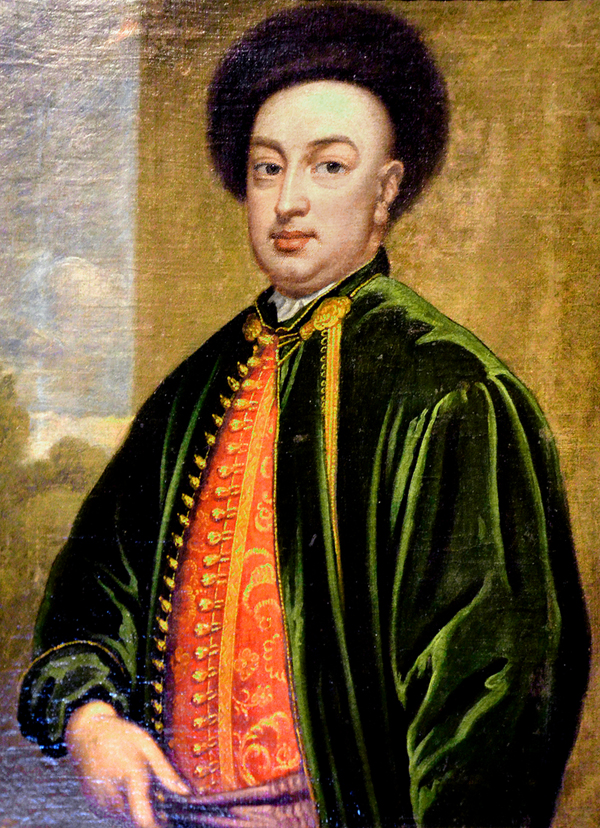
Ludwig Maximilian Mehmet von Königstreu;
Ölgemälde von Sir Godfrey Kneller, Kloster Barsinghausen

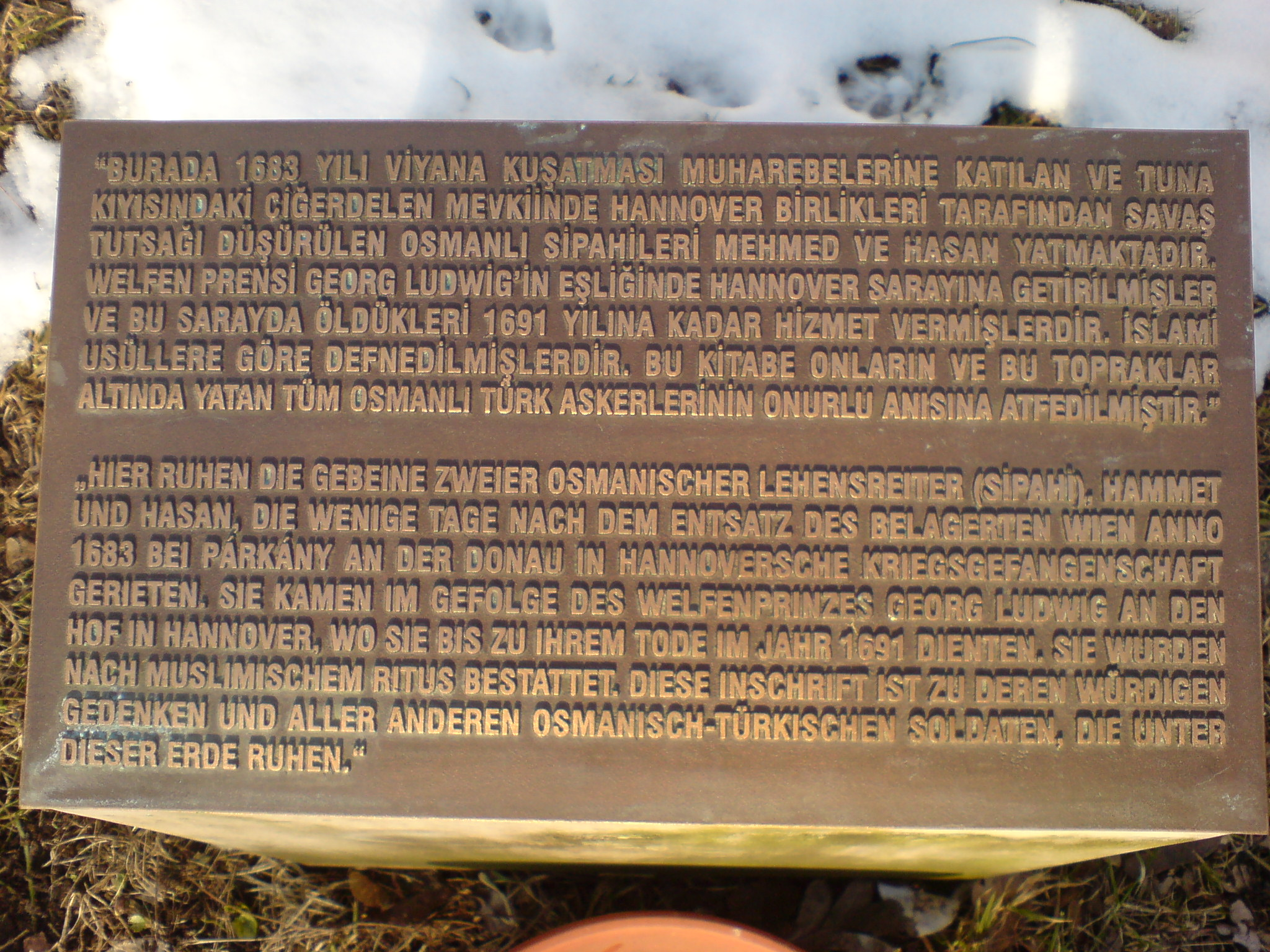
Die 1989 ergänzte Grabplatte für „Mehmet ve Hasan“ in türkischer und deutscher Sprache

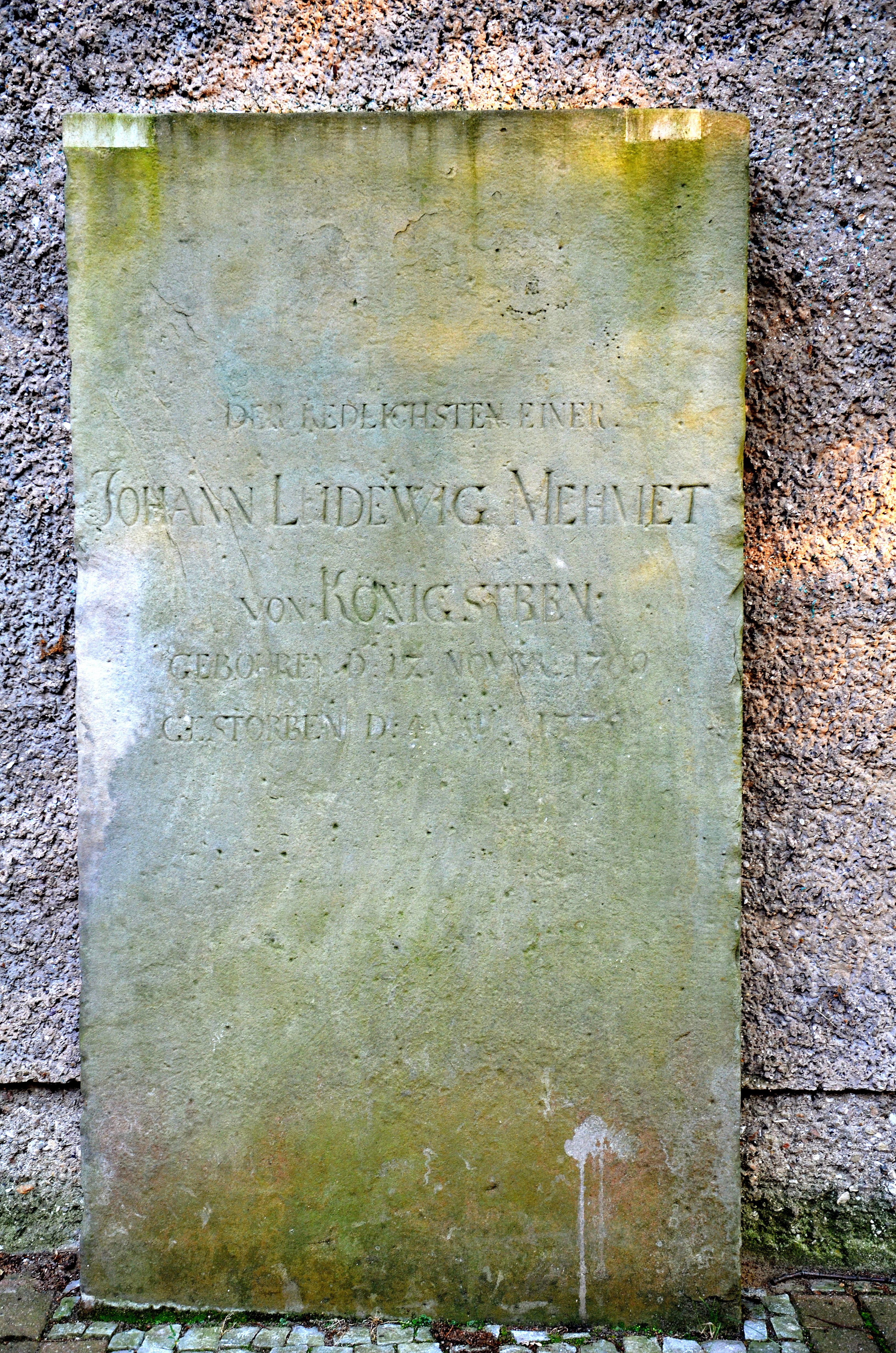
An der (1949 neu gebauten) Außenmauer der St. Petri-Kirche in Hannover-Döhren aufgerichtete Grabplatte für Johann Ludewig Mehmet von Königstreu (1709–1775), den ältesten Sohn von Ludwig Maximilian Mehmet von Königstreu

Bereits im 17. Jahrhundert lebten in der damaligen Residenzstadt Hannover Menschen, die sich zum Islam bekannten. Einer von ihnen war Hammet, der im Jahr 1683 vor Wien nach der Zweiten Wiener Türkenbelagerung zunächst gefangen genommen worden war, dann aber als Lakai oder sogenannter Kammertürke am Hof der Kurfürstin Sophie von der Pfalz im Leineschloss und im Schloss Herrenhausen diente. Von Hammet finden sich im öffentlichen Raum von 1691 bis heute die sogenannten Türkengräber von Hammet und Hasan (türkisch: Mehmed ve Hasan) auf dem Neustädter Friedhof. Hammet und Hasan durften nach dem von ihnen gewünschten muslimischen Ritus bestattet werden; ihre beiden Grabmäler zählen zu den ältesten bekannten und erhaltenen Grabstätten sogenannter Beutetürken in Deutschland.
Ein berühmter Moslem in der Residenzstadt des Kurfürstentums Hannover – und ab der Personalunion zwischen Großbritannien und Hannover auch in London – war der osmanische und später geadelte Ludwig Maximilian Mehmet von Königstreu (um 1691–1729). Ein Porträtgemälde mit seinem Konterfei und denen seiner Familie ist heute im Besitz des Klosters Barsinghausen.
Das denkmalgeschützte Grabmal von Mehmets ältestem Sohn, dem 1775 gestorbenen Johann Ludwig Mehmet von Königstreu, wurde am Turm der Kirche St. Petri in Döhren installiert.
Als ehemaliger „Beutetürke“ wurde auch Mustapha († 1738) international bekannt, über den der hannoversche Kammerschreiber Johann Heinrich Redecker in seiner Chronik Historische Collectanea von der Königlichen und Churfürstlichen Residenz-Stadt Hannover … in der damaligen Sprache unter anderem schrieb:

„1690 ward im Rencontre in Morea Mustapha, eines türkischen Offiziers Sohn, durch den General Klincoström gefangen und dem Erbprintze Georg Ludwig geschenket. Er ließ sich taufen, bekam den Nahmen Ernst August Mustapha de Misitri und ward zuerst fürstlicher Kammer-Laquay, hernach Kammerdiener.“

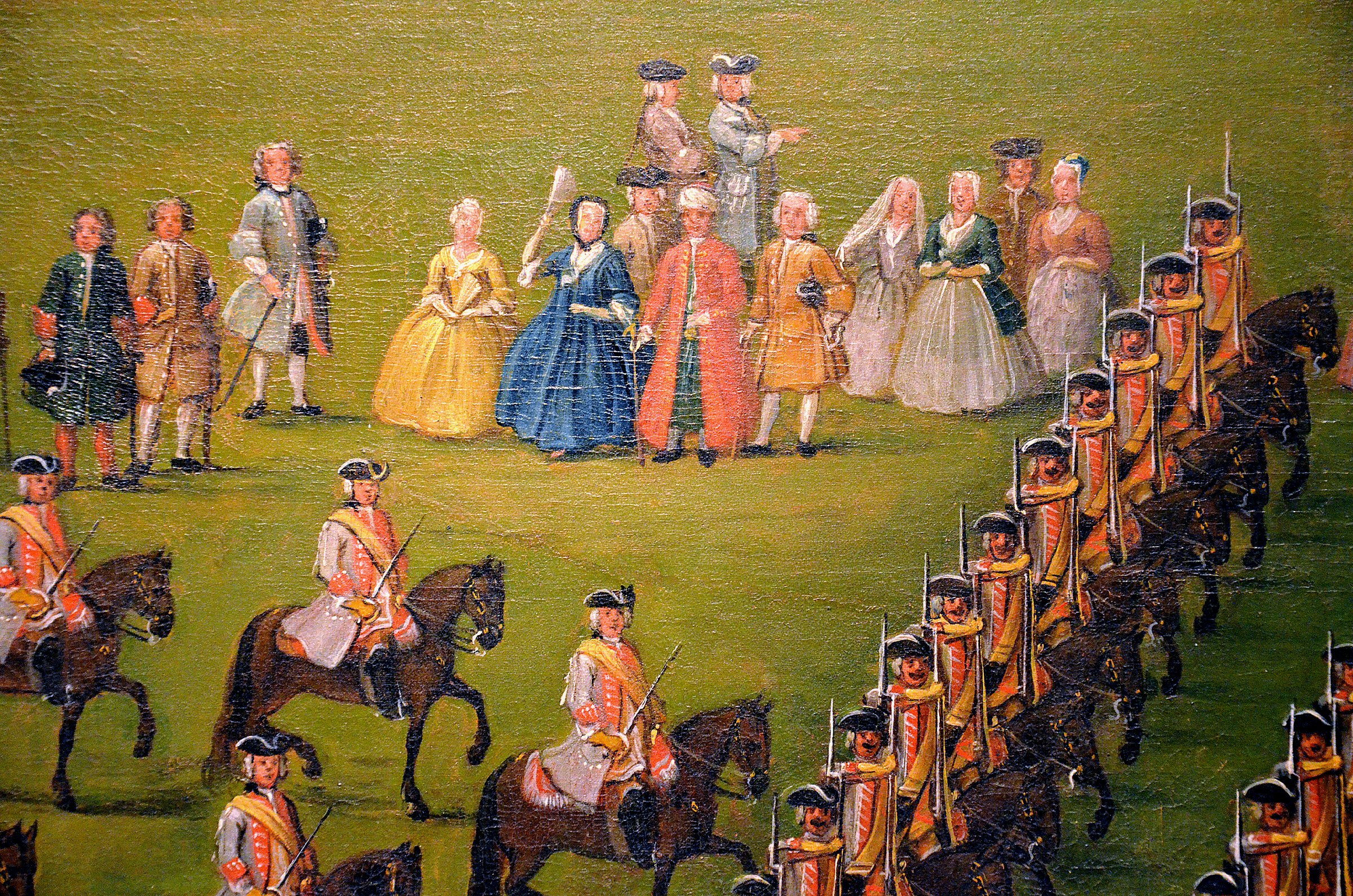
Militärmanöver 1735: „Revue von Bemerode“, mit Ernst August Mustapha de Misitri (Bildmitte oben, mit Turban);
Kolossalgemälde (Ausschnitt) von Johann Franz Lüders, Leihgabe der Welfen im Historischen Museum Hannover

Mustapha hatte sich 1695 in Linden auf dem dortigen Schloss des Grafen Franz Ernst von Platen laut dem Lindener Kirchenbuch vor hunderten zumeist hochrangigen Zuschauern durch den Pastor Hermann Balthasar Bietken taufen lassen. Als Mustaphas neuer „Eigentümer“ durch Erbfolge, König Georg II., von London aus 1735 seine hannoverschen Stammlande besuchte, begleitete ihn auch sein Kammerdiener. Bildlich festgehalten wurde dies durch ein barockes Kolossalgemälde des 1735 abgehaltenen Militärmanövers unter dem Titel „Revue bei Bemerode“. Das Gemälde, für dessen auszuformulierende Details der Hofmaler Johann Franz Lüders dann vier Jahre Arbeitszeit benötigte, zeigt unter anderem auch Mustapha als Besucher, bedeckt mit einem weißen Turban. Das Gemälde findet sich heute (Stand: Juli 2015) als Dauerleihgabe des Welfenhauses im Historischen Museum Hannover.
Der Geschichtsschreiber Redecker berichtete in seiner Chronik Historische Collectanea … noch in der Mitte des 18. Jahrhunderts zudem von weiteren namentlich benannten „Türken“ – und Türkinnen – in Hannover und Linden, von denen jedoch keine/keiner zum Übertritt, etwa zum christlichen Glauben, gezwungen wurde. Im Gegenteil: Einem der Osmanen, Saly, den das Heimweh quälte, wurde durch den Landesherrn sogar die Rückreise nach Istanbul bezahlt.

### Ab 1900

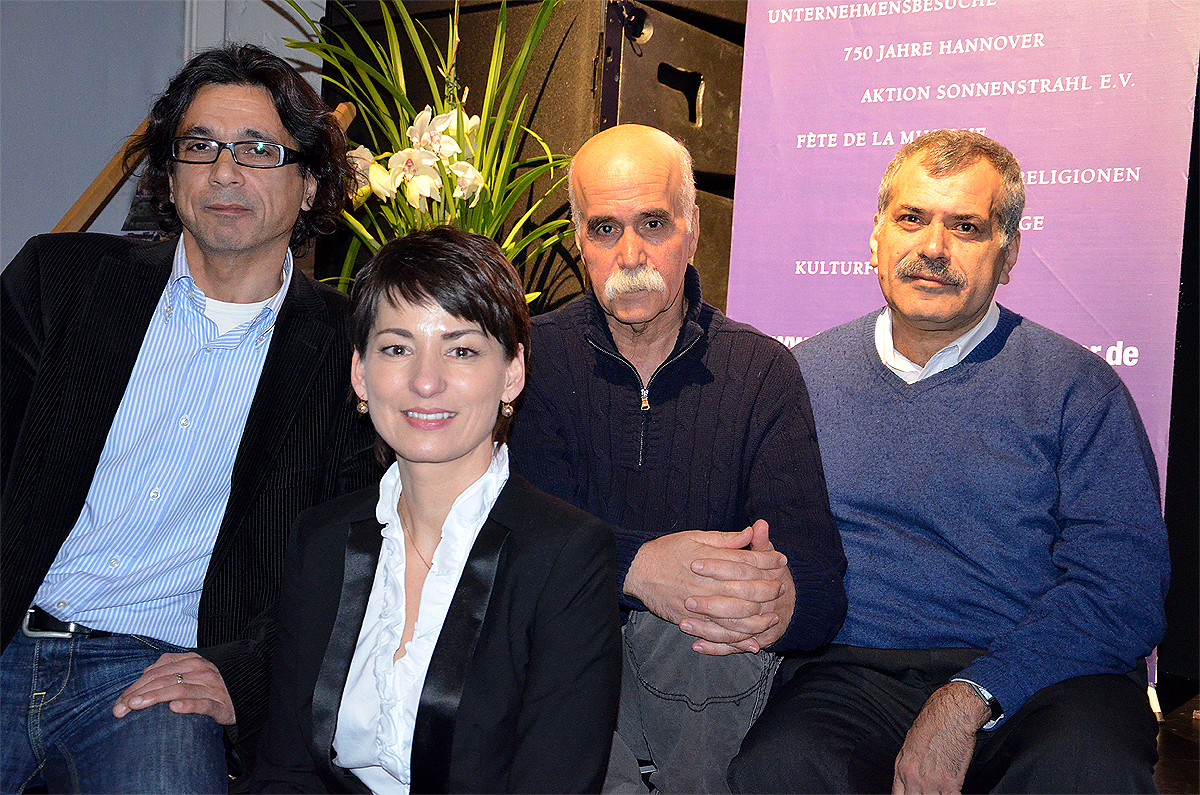
Vertreter interkultureller Kultur- und Bildungseinrichtungen 2013 während der Verleihung des Stadtkulturpreises, Sonderpreis für bürgerschaftliches Engagement, durch den Freundeskreis Hannover;
von links: Erol Akbulut (Can Arcadas), Jasmin Arbabian-Vogel (Laudatorin, VdU), Asghar Eslami (Kargah e.V.) und Sahabeddin Buz

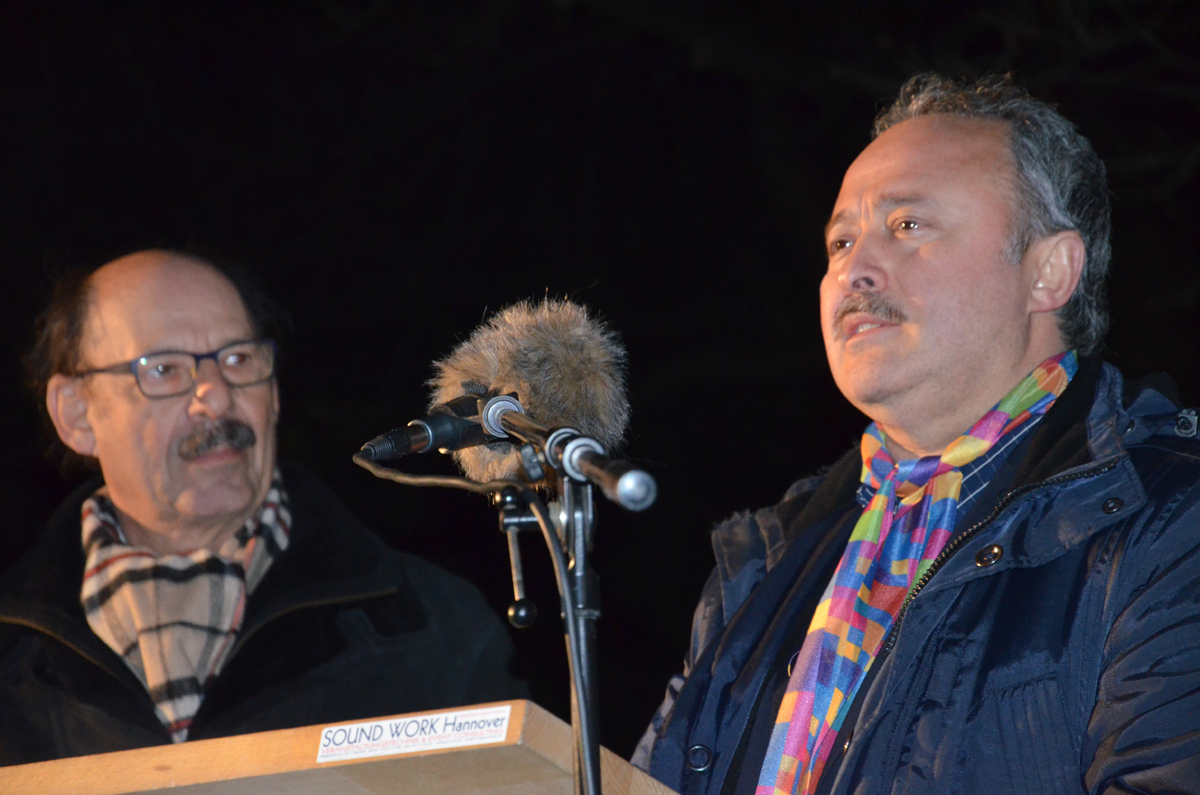
Nach dem Anschlag auf Charlie Hebdo bekundeten Anfang 2015 rund 20000 Menschen ihre Solidarität unter dem Motto „Bunt statt Braun in Hannover“; hier etwa Avni Altiner (am Mikrofon), Vorsitzender der Schura Niedersachsen, hier mit Michael Fürst, Vorsitzender der Jüdischen Gemeinde Hannover

Seit dem frühen 20. Jahrhundert kamen noch zur Zeit des Deutschen Kaiserreichs zahlreiche Menschen aus eher muslimisch geprägten Ländern, wie etwa der Türkei und dem Iran, nach Hannover, um an der damaligen Technischen Hochschule zu studieren.

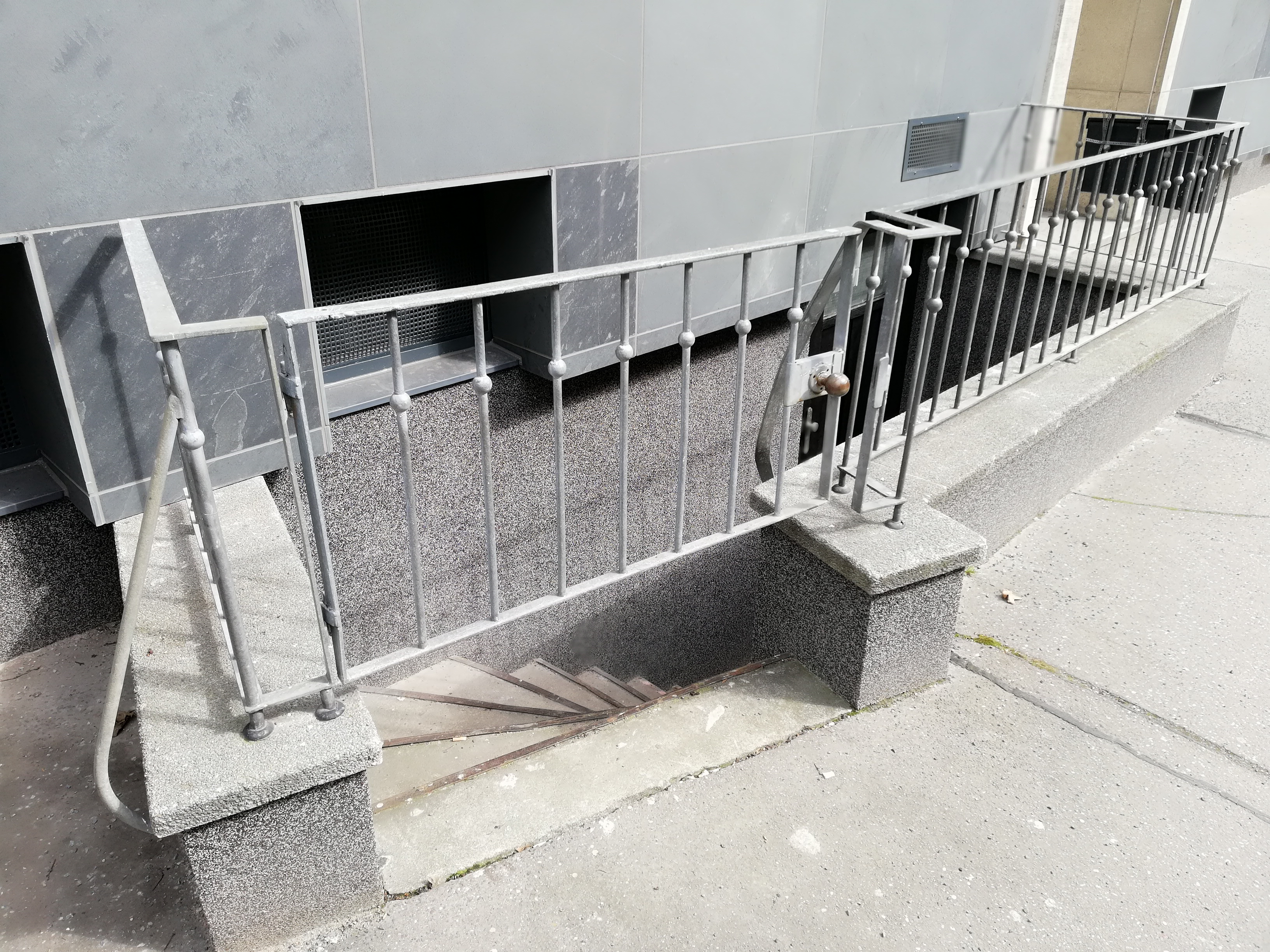
Eingang zur ehemaligen sogenannten „Kellermoschee“ in der Körnerstraße 5, eingerichtet von dem 1969 gegründeten Verein zur Erhaltung des islamischen Gebetsraums in Hannover

Nach dem Zweiten Weltkrieg kam es beinahe im gesamten westlichen Teil der heutigen Bundesrepublik Deutschland (BRD), im Zuge des sogenannten „Wirtschaftswunders“, zu einem Mangel an Arbeitskräften, weshalb es zu verschiedenen Abkommen zur Anwerbung ausländischer Arbeitnehmer der Bundesrepublik mit anderen Staaten kam. 1960 wohnten in Hannover, neben wenigen Angehörigen anderer muslimisch geprägter Staaten, auch 186 Menschen mit türkischer Staatsangehörigkeit. Nach dem am 30. Oktober 1961 unterzeichneten Anwerbeabkommen zwischen der Bundesrepublik Deutschland und der Türkei kamen nun zunehmend türkische und türkisch-kurdische Arbeiter nach Hannover. Die anfangs zumeist jungen Männer holten bald auch ihre Familienangehörigen nach, so dass im Jahr 1965 bereits 1.027, im Jahr 1970 dann 4.828 und im Jahr 1975 bereits 13.059 Einwohner türkischer Staatsangehörigkeit in Hannover lebten.

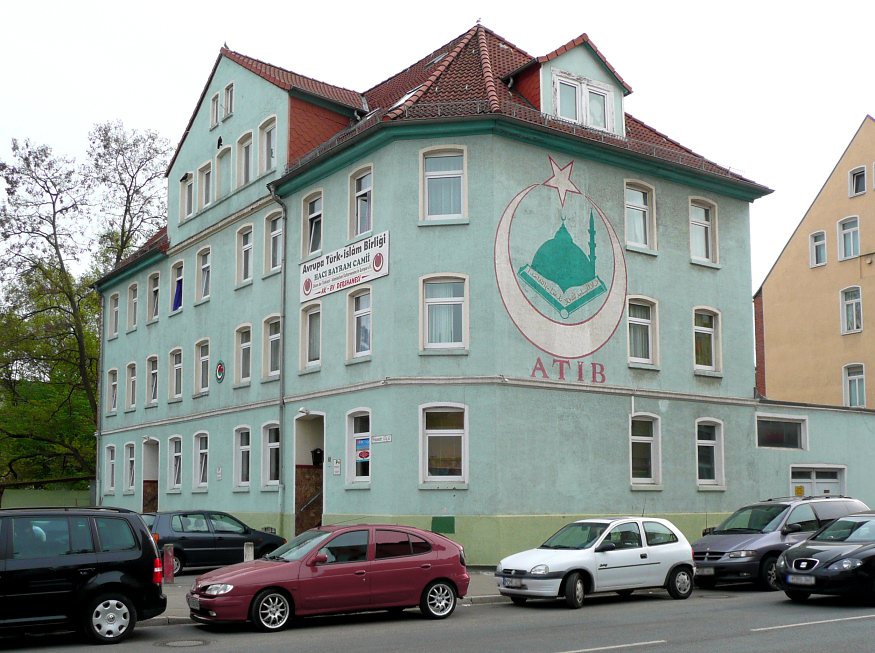
Moschee der Avrupa Türk-İslam Birliği (ATIB) in der Fössestraße in Linden-Mitte

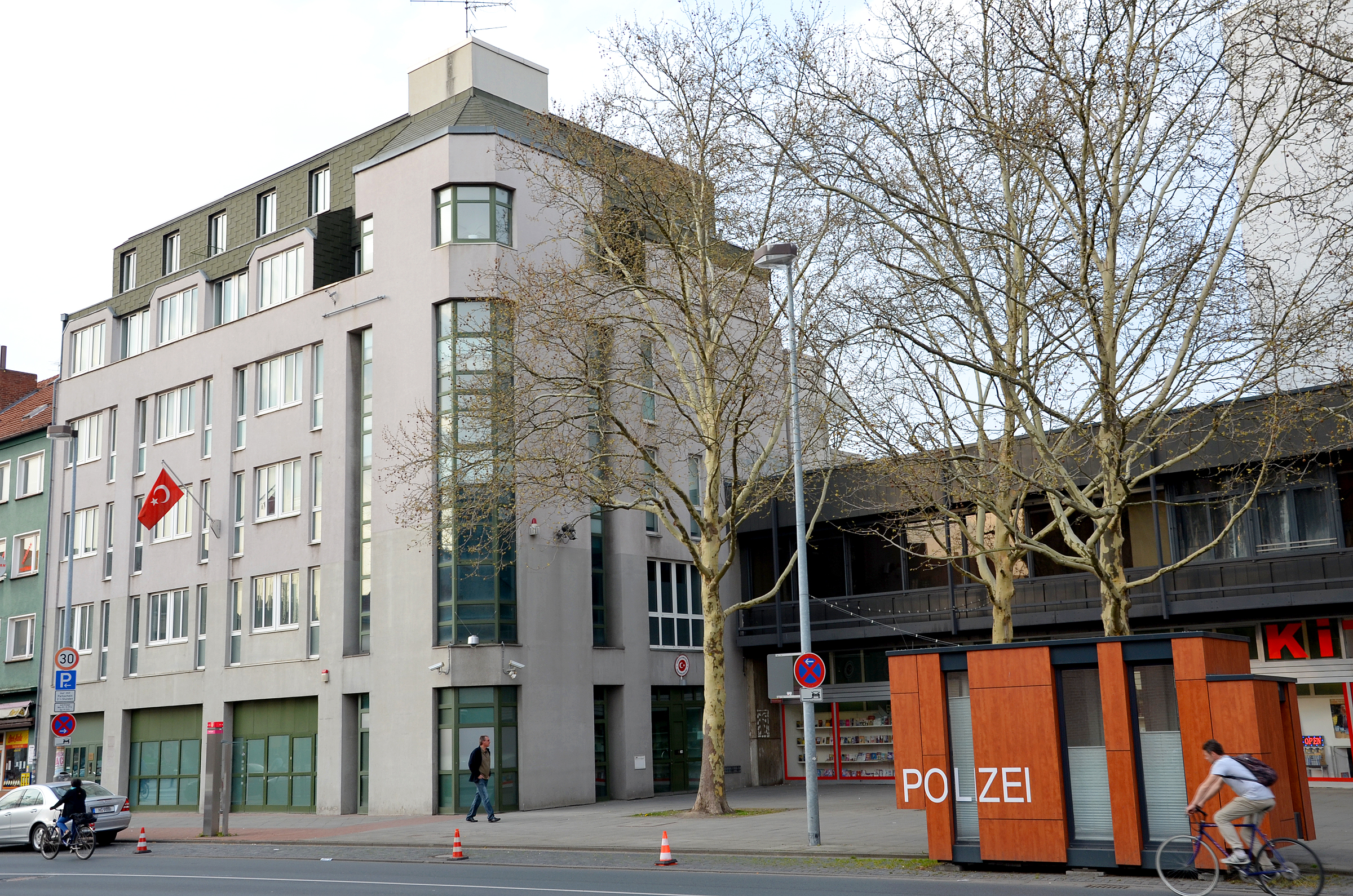
Das Türkische Generalkonsulat gegenüber der Christuskirche im Stadtteil Nordstadt

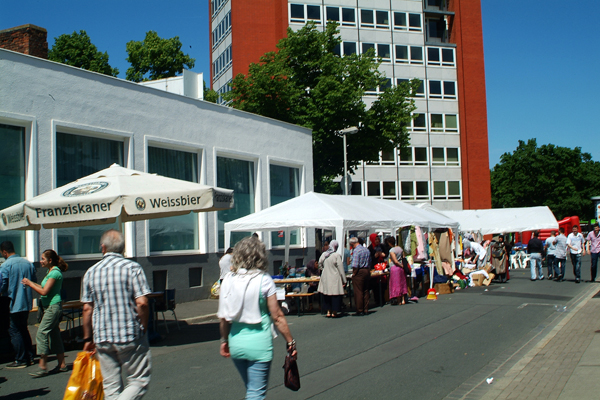
Straßenfest der Merkez Camii Moschee, 2012 in der Stiftstraße im Stadtteil Mitte

Anfangs wurden Muslime jedoch sowohl in der hannoverschen Öffentlichkeit als auch in der Politik kaum als Religionsgemeinschaft wahrgenommen. In den 1960er Jahren fehlten auch in Hannover noch größere Moscheen, daher setzte sich das Türkische Generalkonsulat zunächst dafür ein, dass Muslime wenigstens während des Fastenmonats Ramadan einzelne Turnhallen hannoverscher Schulen zum gemeinsamen Gebet nutzen durften.
Die ersten Versammlungen hannoverscher Muslime orientierten sich anfangs vor allem an ihrer nationalen Herkunft und nutzten zunächst nur notdürftig hergerichtete Hinterhof- und Kellerräume. Die erste offiziell in Hannover als eingetragener Verein organisierte muslimische Einrichtung war der im Jahr 1969 gegründete Verein zur Erhaltung des islamischen Gebetsraums in Hannover, dessen Mitglieder ihren Gebetsraum im Keller des Hauses Körnerstraße 5 einrichteten.
Nur langsam wandelte sich das Bewusstsein der hannoverschen Öffentlichkeit und das Selbstbewusstsein muslimischer Hannoveraner: 1975 wurde im Neuen Rathaus der Stadt der hannoversche „Ausländerbeirat“ im Stadtrat konstituiert, dem jedoch noch immer nur Vertreter der jeweils eigenen Nationalität angehörten. „Betreut“ wurde der Ausländerbeirat seinerzeit durch die Ratsfrau Urte Kempf.

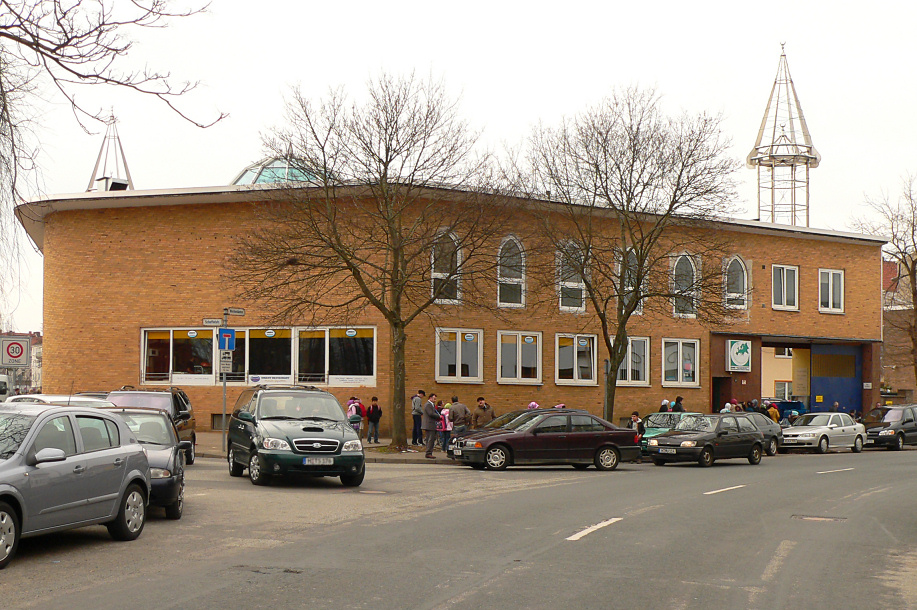
Die Ayasofya-Moschee am Weidendamm

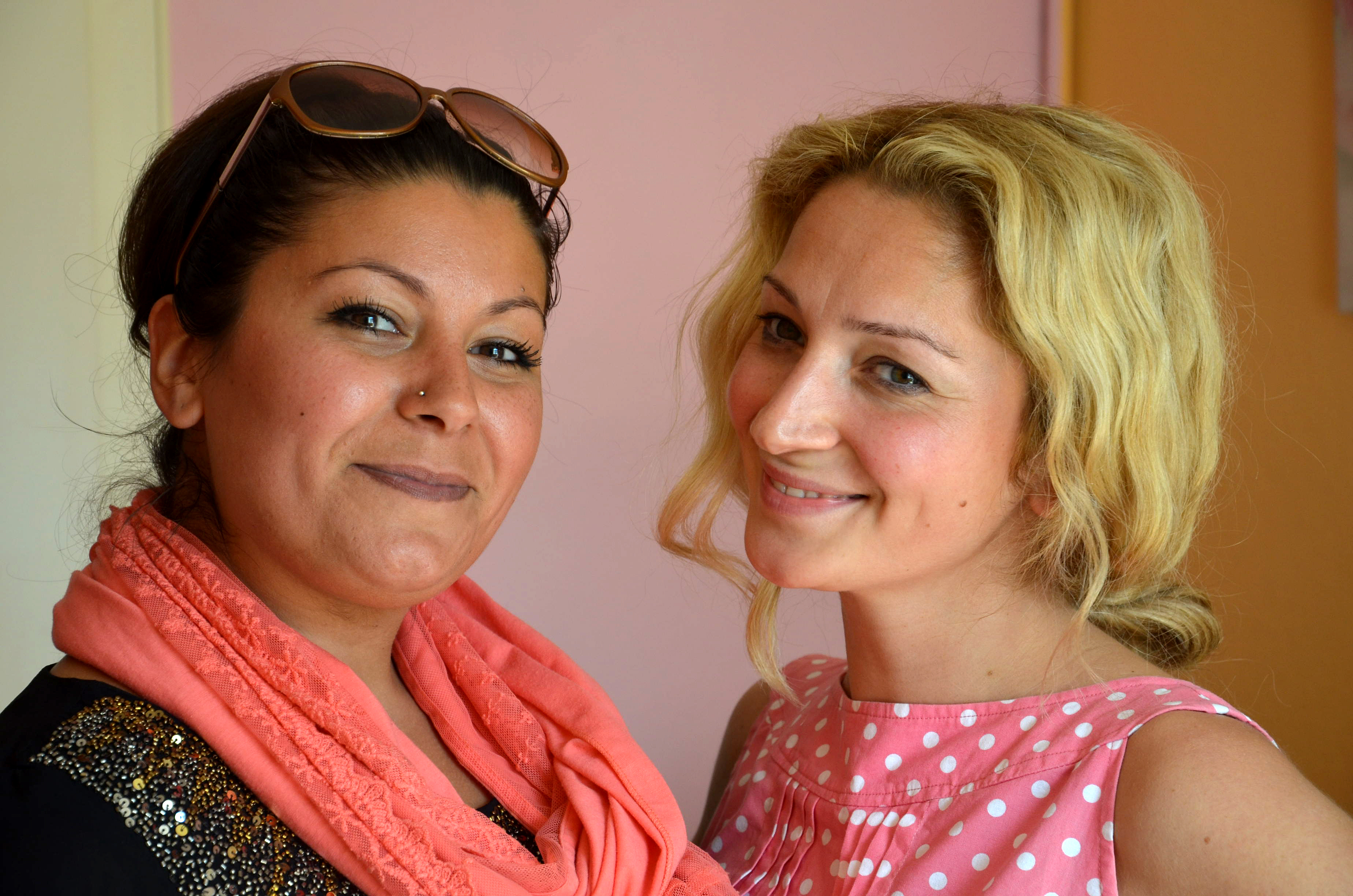
Die Tanz- und Sportpädagogin Lalesim Ceylan (rechts), 2011 „das Gesicht der Einbürgerungskampagne“ der niedersächsischen Landeshauptstadt;
hier mit Özlem Tasyürek-Büyükduykular, Deutsch-Lehrerin an der KGS Albert-Einstein-Schule Laatzen

Ebenfalls 1975 gründeten deutsche und türkische Muslime das „Islamische Zentrum Hannover“, das, wie auch andere Moscheen in Hannover, anfangs lediglich Räumlichkeiten von profanen Zweckbauten bezog. Aus dem weiter gegründeten „Islamischen Verein der Türken in Hannover und Umgebung“ entwickelte sich später die „Islamische Gemeinschaft Millî Görüş“.
1989 erkannte die Stadtverwaltung Hannover das Bedürfnis hannoverscher Muslime zur Abhaltung besonderer Bestattungs-Riten an und richtete hierfür auf dem Stadtfriedhof Stöcken ein eigenes muslimisches Gräberfeld ein.

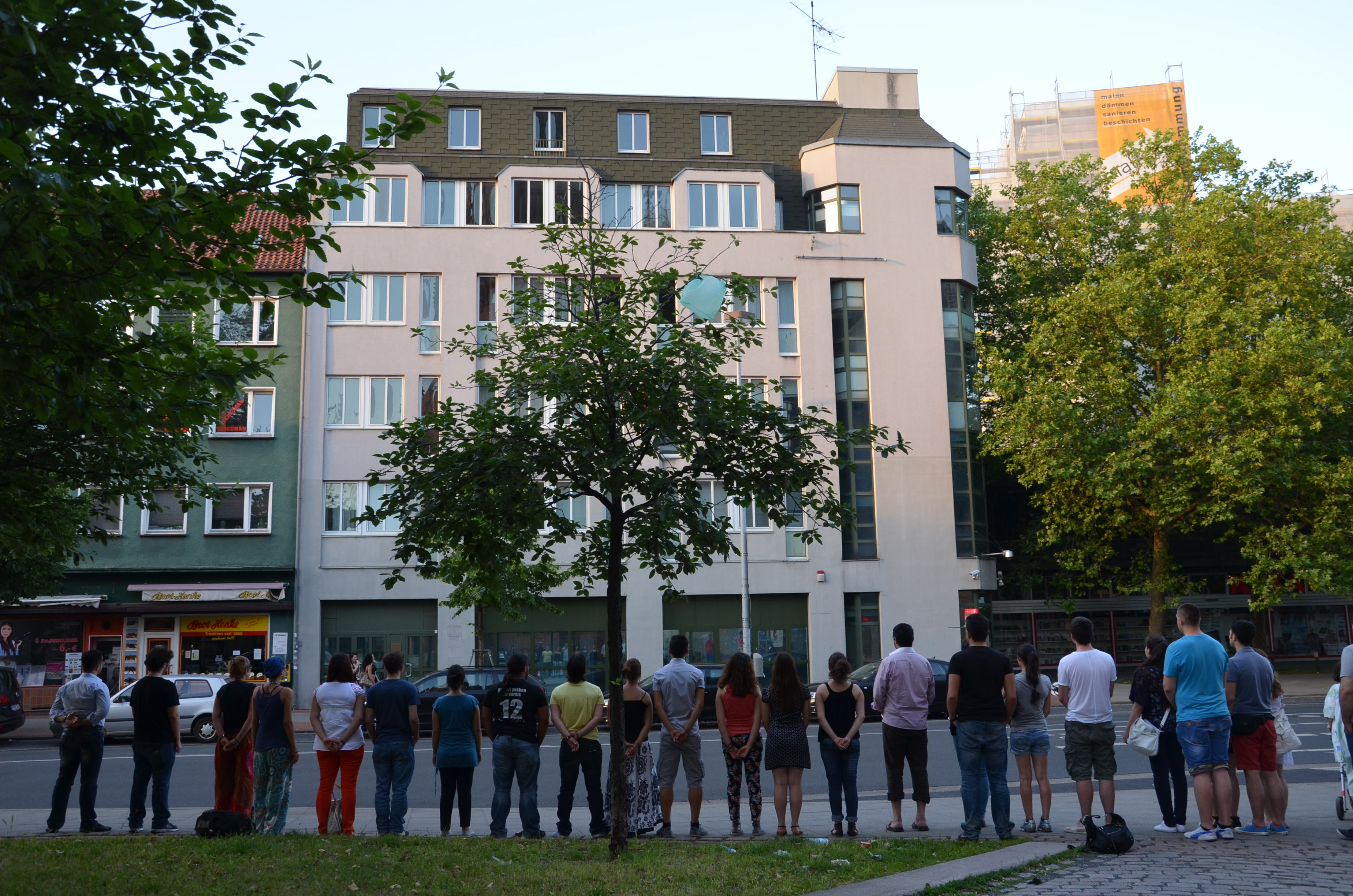
Schweigende Protestaktion „duran adam“ („stehender Mann“) vor dem Türkischen Generalkonsulat am Engelbosteler Damm in Hannover parallel zu den Protesten in der Türkei 2013

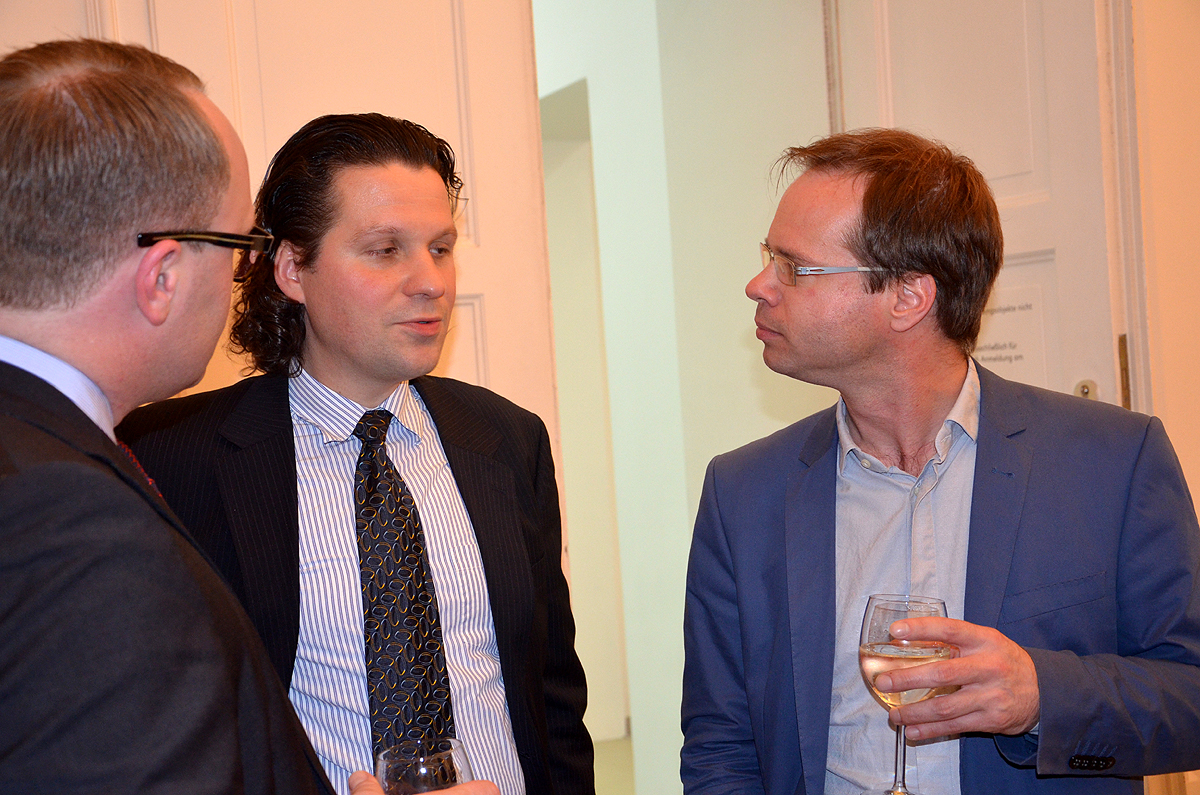
Der ehemalige Ratsherr und hannoversche SPD-Chef Alptekin Kirci (Mitte), hier als Büroleiter der Integrationsbeauftragten Doris Schröder-Köpf der Niedersächsischen Staatskanzlei;
2013 im Künstlerhaus Hannover im Gespräch mit René Zechlin vom Kunstverein Hannover nach einer Podiumsdiskussion über die Wirtschaftsbeziehungen zwischen Deutschland und der Türkei

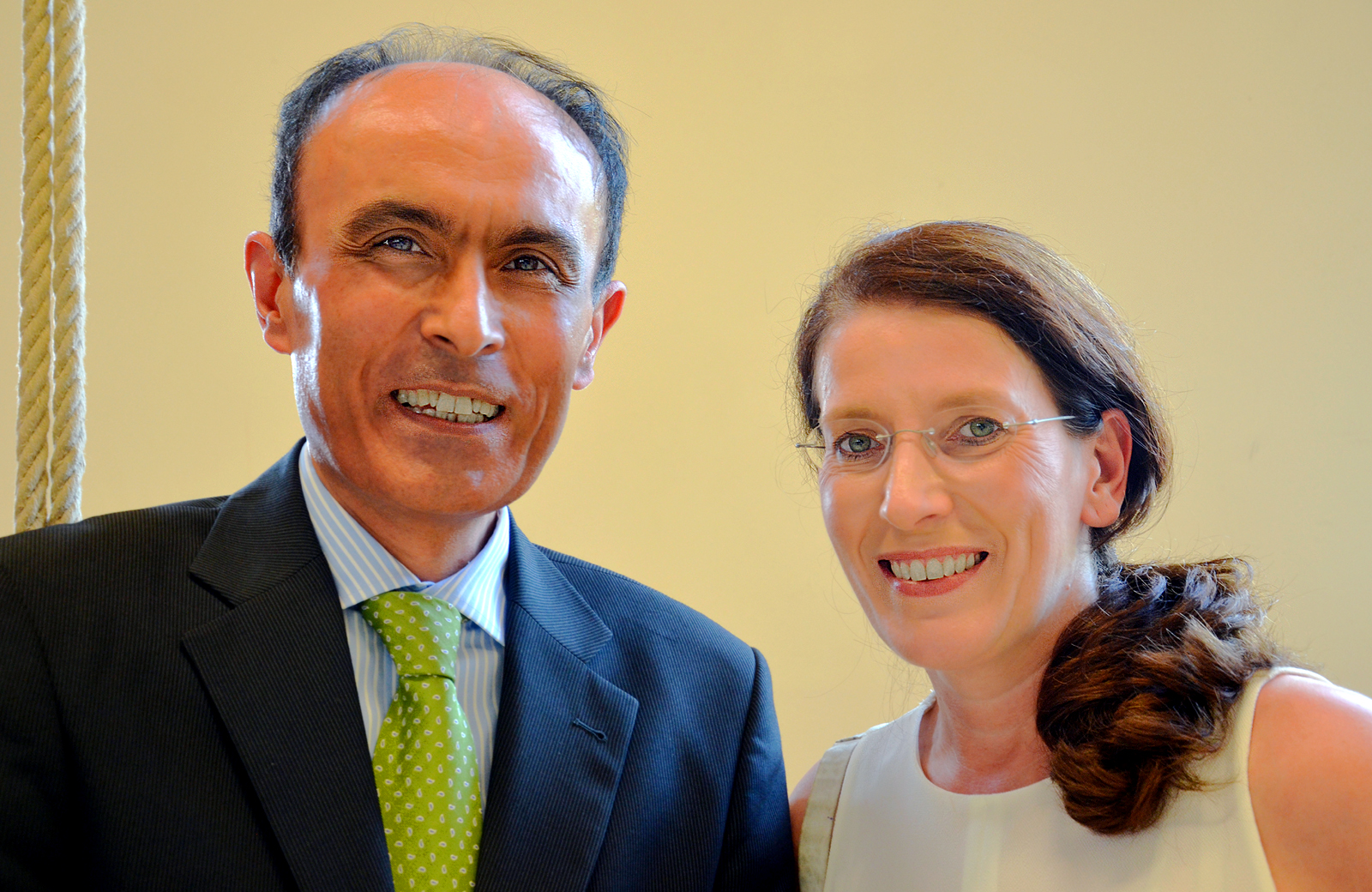
Der Türkische Generalkonsul Mehmet Günay und Schulleiterin Marianne Herschel;
2015 beim Sommerfest der interkulturellen Grundschule Goetheplatz

In den folgenden Jahrzehnten stieg die Anzahl der Einwohner aus anderen muslimisch geprägten Staaten an, die vor allem als Flüchtlinge ihre Ursprungsländer verlassen hatten – aufgrund von politischer oder religiöser Verfolgung und von Kriegen oder Bürgerkriegen. So kamen um 1980 vor allem Menschen aus dem Iran nach Hannover, und nach 1990 Flüchtlinge aus Bosnien, Irak, Afghanistan, Pakistan und anderen Staaten mit überwiegend muslimisch geprägter Kultur.
Anfang 2011 – ein halbes Jahrhundert nach dem Anwerbeabkommen zwischen der Bundesrepublik und der Türkei – zeigte das Historische Museum am Hohen Ufer die Ausstellung „‚Gastarbeit‘ in Hannover“, die unter anderem die Verhältnisse während und nach dem Zuzug türkischstämmiger Menschen ab 1961 zum Thema machte und diese ebenso als Teil der hannoverschen Stadtgeschichte präsentierte wie etwa die dauerhaft ausgestellten Kutschen der Welfen. Neben regionalen Bezügen wie etwa Darstellungen im Arbeitsalltag der anwerbenden Unternehmen wie Bahlsen, Telefunken, Hanomag oder Continental AG zeigten sich die Macher der „Ausstellung klug genug, die Arbeitsmigration nicht als regionales Phänomen zu verkaufen, sondern als Teil der bundesdeutschen Nachkriegsgeschichte“.

## Medienecho (Auswahl)
- Till-R. Stoldt: Eine deutsche Heldin des Islam aus Hannover / Fünf Jahre kämpfte Iyman Alzayed vergeblich für das Recht auf Kopftuch in deutschen Klassenzimmern. Nun wandert sie aus – nach Österreich
- N.N.: Fastenzeit / Zum Ramadan fasten 90.000 Muslime in der Region Hannover auf der Seite der Hannoverschen Allgemeinen Zeitung vom 7. August 2011, zuletzt abgerufen am 8. August 2014
- dpa: Schulen / Muslime beklagen Islamlehrermangel wegen Kopftuchverbot, auf der Seite von Focus Online vom 6. August 2013, zuletzt abgerufen am 8. August 2014